# سيرجيو فارغاس (سياسي)
سيرجيو فارغاس هو مغني وموسيقي وسياسي دومينيكاني، ولد في 15 مارس 1960 في جمهورية الدومينيكان. حزبياً، نشط في Dominican Liberation Party ‏. وقد انتخب Member of the Chamber of Deputies of the Dominican Republic ‏.

## وصلات خارجية
- سيرجيو فارغاس على موقع ميوزك برينز (الإنجليزية)
- سيرجيو فارغاس على موقع أول ميوزيك (الإنجليزية)
- سيرجيو فارغاس على موقع ديسكوغز (الإنجليزية)